# Bulgaria en los Juegos Olímpicos de Innsbruck 1964
Bulgaria estuvo representada en los Juegos Olímpicos de Innsbruck 1964 por un total de 7 deportistas que compitieron en 2 deportes.  
El equipo olímpico búlgaro no obtuvo ninguna medalla en estos Juegos.